# Lars Schönander
Lars Erik Schönander, född 29 januari 1934 i Stockholm, död 30 april 1998, var en svensk diplomat och jurist.

## Biografi
Schönander var son till ingenjören Erik Schönander och Ingrid Andersson. Han tog juristexamen i Stockholm 1956 innan han blev attaché vid Utrikesdepartementet (UD) 1957. Han tjänstgjorde i Mexico City, New York, San Francisco, Pretoria, Bryssel och Santiago. Han var ambassadör i Caracas, Bridgetown och Port of Spain 1984, Port Louis, Victoria, Moroni, Mogadishu, Aden, Antananarivo 1988 samt Lima och La Paz från 1992.
Han gifte sig 1960 med fil kand Patricia Lee (född 1940), dotter till direktören Charles Lee och Lulu Vargas Vila. Schönander avled den 30 april 1998 och gravsattes på Norra begravningsplatsen i Stockholm den 16 juni samma år.